# Kościół ewangelicko-reformowany w Wiedniu
Kościół ewangelicko-reformowany w Wiedniu – najstarszy kościół ewangelicki w Wiedniu (reformowany kościół farny – niem. Reformierte Stadtkirche), położony przy Dorotheergasse 16 (tzw. żółty kościół). Siedziba krajowego superintendenta Kościoła Ewangelickiego Helweckiego Wyznania w Austrii i parafii ewangelicko-reformowanej Wiedeń-Śródmieście (Evangelische Gemeinde H.B. Wien-Innere Stadt), jednej z trzech tego wyznania w stolicy.
W XVIII w. przebywający w Wiedniu ewangelicy reformowani mogli jedynie w ograniczonym zakresie korzystać z opieki duszpasterskiej w kaplicy znajdującej się na eksterytorialnym obszarze ambasady holenderskiej, obsługiwanej przez duchownych przybywających ze Szwajcarii. Po ogłoszeniu Patentu Tolerancyjnego przez cesarza Józefa II w 1781 nowo powstałe zbór reformowany i luterański nabyły w 1783 teren rozwiązanego klasztoru klarysek, zwanego (niem.) Königinnenkloster, przy Hofburgu, gdzie dotąd znajdują się główne miejskie kościoły parafialne obu wyznań.
Klasycystyczna budowla została wzniesiona w latach 1783–1784 według planów nadwornego architekta Gottlieba Nigelli. Zgodnie z zasadami patentu tolerancyjnego kościół nie mógł mieć na zewnątrz cech budowli sakralnej, posiadać wieży, dzwonów ani wejścia od ulicy (tzw. tolerancyjny dom modlitwy – niem. Toleranzbethaus). Wnętrze z apsydą od wsch. kryte jest dwiema kopułami i posiada boczne empory wsparte na kolumnach. Ambona i Stół Pański (ołtarz) być może pochodzą z któregoś z zsekularyzowanych klasztorów. W 1815 zbudowano – czyniąc wyjątek prawny dla członkini domu panującego – wejście boczne prowadzące wprost z ulicy (niezachowane), przeznaczone dla małżonki arcyksięcia Karola, Henrietty Nassau-Weilburg, zwane Henriettentor. Tzw. Patent Protestancki z 1861 pozwolił na przebudowę kościoła, który w 1887 otrzymał neobarokową fasadę z wieżą i z wejściem od ulicy. W związku z tym dyspozycja wnętrza (rozmieszczenie ołtarza i organów) została zmieniona o 180° (architekt Ignacy Sowiński). W 1895 na wieży zawieszono 3 dzwony (zarekwirowane następnie podczas obu wojen światowych), obecne pochodzą z 1979. Prospekt organowy pochodzi z 1901, natomiast sam instrument z 1974 (Heinrich Gollini). W latach 2000–2006 miała miejsce gruntowna restauracja świątyni. W kościele co niedzielę odbywają się nabożeństwa w języku niemieckim i węgierskim oraz – dla wspólnoty międzykonfesyjnej – angielskim.